# Donax californicus
Donax californicus är en musselart som beskrevs av Conrad 1837. Donax californicus ingår i släktet Donax och familjen Donacidae. Inga underarter finns listade i Catalogue of Life.